# Bundesverkehrswegeplan 1980
Mit dem Bundesverkehrswegeplan 1980 (auch: Bundesverkehrswegeplan ’80) wurde die Investitionsplanung der Verkehrswege im Bereich der Bundesrepublik Deutschland fortgeschrieben. Diese zweite Fortschreibung der Bundesverkehrswegeplanung wurde vom Bundeskabinett am 7. November 1979 beschlossen und umfasste einen Planungszeitraum von 1981 bis 1990.
Diese aufgrund wesentlicher Änderungen der Verkehrsstruktur vorzeitige Überarbeitung der Bundesverkehrswegeplanung mündete im 2. Fernstraßenausbauänderungsgesetz (mit dem Bedarfsplan für die Bundesfernstraßen für den Zeitraum 1980 bis 1990 als Anlage). Eine erneute Überprüfung im Jahr 1985 ergab das Erfordernis eines neuen Bundesverkehrswegeplans mit der Folge einer Fortschreibung des Bundesfernstraßenbedarfsplans im Rahmen des 3. Fernstraßenausbauänderungsgesetzes in 1986.
Eine Fortschreibung der Planungen wurde für Mitte der 1980er Jahre erwartet. Diese wurde später mit dem Bundesverkehrswegeplan 1985 vorgelegt.

## Ziel
Der Anteil der geplanten Investitionen in die Schienenwege, gemessen an den Gesamtinvestitionen, stieg von 16,4 Prozent (BVWP 1973) auf 29,1 Prozent im BVWP 1980 an. Bis 1990 sollten dabei drei Neu- sowie 13 Ausbaustrecken im Gesamtvolumen von 43 Milliarden D-Mark entstehen. Neben verschiedenen weiteren Maßnahmen war auch die Modernisierung von Rangierbahnhöfen geplant.
Im Gegensatz zu seinen Vorgängern verfolgte der Bundesverkehrswegeplan 1980 das Ziel der Qualität statt Quantität, was zu gravierenden Änderungen im Bundesfernstraßenbau führte und hinter dem der Gedanke der Kostenreduktion steckt.
Zwischen 1981 und 1990 war ein Investitionsvolumen für Neu- und Ausbauten von 149,6 Milliarden D-Mark vorgesehen (Vorperiode, 1971 bis 1980: 99,9 Mrd. DM). Davon entfielen 
- 43,6 Mrd. DM auf die Deutsche Bundesbahn (Vorperiode: 16,4 Mrd.),
- 63,4 Mrd. DM auf die Bundesfernstraßen (Vorperiode: 53,1 Mrd.),
- 8,5 Mrd. DM auf die Bundeswasserstraßen (zuvor 5,9 Mrd.),
- 28,8 Mrd. DM auf GVFG-Finanzhilfen (zuvor 20,1 Mrd.) sowie
- 5,3 Mrd. DM auf Sonstiges (davor 4,4 Mrd.).[2]

Von den 149,6 Milliarden DM waren Ende 1979 bereits 140,2 Milliarden DM fest disponiert.
Der Plan gliederte in sich vordringliche Maßnahmen (so genannte Stufe I) und weitere Planungen für die Zeit nach 1990 (so genannte Stufe II). Die so genannte Stufe I enthielt rund 3.000 km neue Autobahnen, darunter etwa 280 m Ausbau von zwei auf vier Fahrstreifen. Autobahnplanungen im Umfang von rund 7.000 km wurden gegenüber früheren Planungen aufgegeben oder durch Bundesstraßen ersetzt. Bei rund 500 km Autobahnplanungen war eine Prüfung vorgesehen, ob einfachere Planungen realisiert werden könnten. Darüber hinaus wurden alle im Generalverkehrsplan 1971 mit der Stufe III eingestuften Projekte ersatzlos gestrichen und nur noch Projekte der vorherigen Stufen I und II aufgenommen. Die Projekte der vorherigen Stufe I wurden als „Vordringliche Planungen“ fortgeführt. Projekte der vorherigen Stufe II wurden mit „Weitere Planungen“ eingestuft.
Der neue Plan entstand vor dem Hintergrund steigender Ersatzinvestitionen für die bis dahin aufgebaute Verkehrsinfrastruktur. Standen im Zeitraum 1971 bis 1980 noch beispielsweise noch 63,1 Mrd. DM Neu- und Ausbauinvestitionen an Bundesfernstraßen noch 36,9 Mrd. DM Ersatzinvestitionen gegenüber, waren im BVWP 1980 (für den Zeitraum 1981 bis 1990) noch 54,3 Mrd. DM für Neu- und Ausbau und 45,7 Mrd. für Unterhaltung vorgesehen.
Im Bereich der Bundesschienenwege waren zwischen 1981 und 1990 38,5 Mrd. DM Erweiterungs- und 61,5 Mrd. DM Ersatzinvestitionen vorgesehen. (In der Vorperiode, 1971 bis 1980, waren 7,3 Mrd. DM für Neu- und Ausbauten sowie 92,7 Mrd. DM für Instandhaltung angesetzt worden.) Alle nach der gesamtwirtschaftlichen Bewertung sinnvollen Neu- und Ausbauvorhaben (insgesamt rund 2.000 km) waren in den Plan aufgenommen worden. Erstmals wurden dabei neben Investitionen in Strecken auch Investitionen in Knoten berücksichtigt. Maßgebliche Kriterien für die Einstufung von Eisenbahnprojekten in die beiden Stufen war neben dem Nutzen-Kosten-Verhältnis unter anderem die Auswirkungen auf das Wirtschaftsergebnis der DB sowie der Natur- und Landschaftsschutz. Die Eisenbahninvestitionen stützten sich auf eine Prognose einer Arbeitsgemeinschaft der Unternehmen Prognos und Kocks Consult, basierend auf Daten des DIW, und sahen zwei Szenarien vor: Während dem so genannten Normalfall eine Preissteigerungsrate des Rohöls von 1,5 Prozent zugrunde lag, ging der Energiefall von einer jährlichen Steigerung von zehn Prozent aus.
Für die Bundeswasserstraßen waren 44,7 Mrd. DM Erweiterungs und 55,3 Mrd. DM Ersatzinvestitionen vorgesehen (Vorperiode: 54,2 bzw. 45,8 Mrd. DM). Neben den in Bau befindlichen Projekten Saarausbau und Main-Donau-Kanal waren keine weiteren Neubauvorhaben mehr geplant.
Im Bereich des Flugverkehrs waren Investitionen zur Verbesserung und Erweiterung der Radarüberwachung der Deutschen Flugsicherung ebenso geplant wie der Neubau des Flughafens München und die Erweiterung des Flughafens Frankfurt.

## Neu aufgenommene Projekte
In den BVWP 1980 wurde erstmals das Projekt einer Bundesstraße 15n aufgenommen.

## Aufgegebene und ersetzte Autobahnplanungen
Mit dem Bundesverkehrswegeplan 1980 wurden die folgenden Autobahnplanungen aufgegeben oder durch Bundesstraßenplanungen ersetzt.

### Baden-Württemberg
A 8 Karlsruhe–Pirmasens
Die Planung wurde eingestellt und teilweise aufgegeben. Andere Linienführung. Wurde durch die B 10 bis Landau ersetzt, später umgestuft zur A 65, von dort ersetzt durch die B 10. Die neue B 10 ist noch lange nicht fertiggestellt.
A 45 Stuttgart–Frankfurt (Main)
Die Planung der sogenannten Odenwald-Neckar-Alb-Autobahn wurde eingestellt, fast vollständig gestrichen, teilweise ersetzt durch die A 81 mit einer anderen Linienführung. Der geplante Abschnitt als großer Nordostring Stuttgart wurde nicht gebaut, stark gekürzt und ist nur noch teilweise im Weiteren Bedarf des Bundesverkehrswegeplans 2003 enthalten, als westliche Fortsetzung der B 29 (ehemals A 87).
A 80 Ulm–Stuttgart–Mannheim
War Anfang 1970 in Bau. Der Bau wurde 1980 eingestellt, fertige Autobahnabschnitte wurden zur Bundesstraße 10 und 28 abgestuft. Ersetzt durch A 8, B 10, B 28 (Ulm–Hittistetten) und B 35. Ist von Ulm–Hittistetten noch heute blau beschildert (Stand: 2011). Heute sind nur noch Ortsumgehungen im Zuge der Bundesstraßen vorgesehen.
A 81 Engen–Konstanz
Andere Linienführung ab dem AK Hegau und ersetzt durch B 33. Die neue B 33 ist noch nicht fertiggestellt (Stand: 2011).
A 83 Heilbronn–Stuttgart–Donaueschingen
War 1973 in Bau. Der Bau wurde 1980 eingestellt und teilweise gestrichen. Bereits fertiggestellte Autobahnabschnitte wurden zur Bundesstraße 27 abgestuft. Ersetzt durch die B 27, die verbliebenen Abschnitte sind noch nicht fertiggestellt (Stand: 2011).
A 84 Stuttgart–Straßburg
Die Planung wurde eingestellt, vollständig gestrichen und durch die B 28 ersetzt.
A 85 Bad Waldsee/Ravensburg–Reutlingen–Stuttgart–Schwäbisch Hall
War ab 1976 in Bau. Der Bau wurde 1980 eingestellt. Die Planung von Stuttgart–Ravensburg wurde gestrichen, fertige Autobahnabschnitte bei Stuttgart zur Bundesstraße 14 abgestuft. Ersetzung durch B 14, B 32, B 312, B 313. Heute sind zum größten Teil nur noch Ortsumgehungen im Zuge der Bundesstraßen vorgesehen.
A 86 Ulm–Freiburg–Landesgrenze Frankreich
War ab 1975 in Bau. Der Bau wurde 1980 eingestellt und fast vollständig gestrichen. Der bereits fertiggestellte Autobahnabschnitt bei Donaueschingen wurde in A 864 umbenannt. Ersetzung durch B 31 und B 311. Heute sind zum größten Teil nur noch Ortsumgehungen im Zuge der Bundesstraßen vorgesehen.
A 87 Stuttgart–Aalen
War Anfang 1970 in Bau. Der Bau wurde 1980 eingestellt, bereits fertiggestellte Autobahnabschnitte wurden zur Bundesstraße 29 herabgestuft. Der durchgehende Ausbau der B 29 bis zur A 7 wurde bis heute (Stand: 2011) nicht fertiggestellt. Im Westen wurde die Fortsetzung als kleiner Nordostring Stuttgart zurückgestellt.
A 88 Memmingen–Riedlingen
War Anfang 1970 einbahnig bei Memmingen in Bau. Der Bau und die Planung wurden 1980 eingestellt und vollständig gestrichen. Ersetzung durch B 312. Geplant sind heute nur noch Ortsumgehungen, welche noch lange nicht fertiggestellt sind.
A 89 Günzburg–Ulm–Biberach–Bad Waldsee–Ravensburg–Friedrichshafen
War 1976 in Bau. Der Bau wurde 1980 eingestellt. In Bau befindliche stark fortgeschrittene Abschnitte wurden noch bis 1981 als B 30 fertiggebaut, fertige Autobahnabschnitte bei Ulm, Achstetten und Biberach wurden in Bundesstraße 30 umbenannt. Die Planung von der A 8 bei Günzburg bis zur A 7 bei Nersingen wurde ersatzlos gestrichen. Ersetzt von der A 7 bei Nersingen bis zum heutigen Ausbauende am AD Neu-Ulm durch die B 10, deren Weiterbau befindet sich im Weitere Bedarf, ersetzt vom AD Neu-Ulm bis Friedrichshafen durch B 30, welche ebenfalls zum größten Teil sich im Weiteren Bedarf des Bundesverkehrswegeplans 2003 befindet. Noch heute ist die blaue Beschilderung auf der B 30 vor Ulm vorhanden. Der Ausbauzustand der B 30 ist stark lückenhaft, aber über Jahrzehnte noch lange nicht behoben.
A 98 Überlingen–Lindau–südlich München
War ab 1975 einbahnig in Bau. Der Bau wurde 1980 von Überlingen–München eingestellt und von Lindau bis südlich von München gestrichen. Ein kurzer bereits fertiggestellter Teilabschnitt bei Kempten wurde in Bundesautobahn 980 umbenannt, ein weiterer Abschnitt bei Überlingen ist noch vorhanden. Restliche Abschnitte wurde durch die B 31 mit einer anderen Linienführung ersetzt. Der Teil der B 31 von Überlingen–Lindau ist stark lückenhaft und noch lange nicht fertiggestellt.

### Niedersachsen
A 36 (Bielefeld–)Hameln–Bad Harzburg
Die Planung wurde eingestellt, einzig ein vier Kilometer Abschnitt von Bad Harzburg nach Goslar wurde zwischen 1982 und 1987 im Autobahnquerschnitt erbaut. Abweichend von der Ursprungsplanung wurde die B 82 zwischen 1995 und 2019 teilweise als wechselseitig dreispurige Straße neu errichtet oder umgebaut. Die A 36 wurde später unabhängig von der alten Planung 2019 aus A 395 und Teil der B 6 um- und aufgestuft.

### Nordrhein–Westfalen
A 545 Aachen–Nettersheim
Die Planung wurde eingestellt. Außer der Bauform der Anschlussstelle Nettersheim wurden keine Vorleistungen für das Autobahnprojekt erbracht. An der Stelle des geplanten Autobahnkreuzes Aachen-Eilendorf mit der A 44 wurde der Parkplatz Königsberg gebaut, um schon frühzeitig Gelände für die Autobahn beanspruchen zu können.

## Ersetzte und gestrichene Stufe-III-Projekte
Mit dem Bundesverkehrswegeplan 1980 wurden die folgenden Stufe-III-Projekte ersetzt oder gestrichen.

### Baden-Württemberg
B 30/A 89
- Neubau Oberessendorf–Bad Waldsee-Nord
  - ersetzt durch vierstreifigen, kreuzungsfreien Ausbau der bestehenden Trasse durch die Ortslagen Hebershaus, Schneiderbenes, Englerts und Mattenhaus.
- Ortsumgehung Gaisbeuren
  - ersetzt durch vierstreifigen, kreuzungsfreien Ausbau der bestehenden Trasse durch Gaisbeuren.
- Ortsumgehung Enzisreute
  - ersetzt durch vierstreifigen, kreuzungsfreien Ausbau der bestehenden Trasse durch Enzisreute.

Diese Entscheidung wurde in späteren Bundesverkehrswegeplänen zurückgenommen.

## Eisenbahnprojekte
Im Eisenbahnbereich sah der Bundesverkehrswegeplan 1980 in der Stufe I drei Neubaustrecken, dreizehn Ausbaustrecken und ein Programm Neu-, Aus- und Umbauten an 14 der 48 Rangierbahnhöfe vor.
Im Einzelnen:
- Neubaustrecken wurden dort vorgesehen, wo die Kapazität der bestehenden Strecken erschöpft war: Die Schnellfahrstrecken zwischen Hannover und Würzburg und zwischen Mannheim und Stuttgart wurden aus dem Koordinierten Investitionsprogramm übernommen, während die zwischen Rastatt und Offenburg als neues Vorhaben der Stufe I aufgenommen wurde.[6]
- Über die Ausbauvorhaben des Koordinierten Investitionsprogramms hinaus wurden folgende Ausbaustrecken in die Stufe I des Bundesverkehrswegeplans neu aufgenommen: Köln–Aachen, München–Freilassing, Nürnberg–Passau, Aschaffenburg–Gemünden, Hamburg–Puttgarden, Rotenburg–Minden sowie Maschen–Lüneburg. Vorgesehen waren dabei abschnittsweise Neutrassierungen, teilweise ein zusätzliches Gleis sowie neue signaltechnische Ausrüstung.[6]
- Als erstes Teilprogramm der Rahmenplanung Rangierbahnhöfe waren Neu-, Aus- und Umbauten sowie Erweiterungen der Rangierbahnhöfe München Nord, Gremberg, Basel, Aachen, Mannheim, Wanne-Eickel, Bremen, Kornwestheim, Kassel, Regensburg, Nürnberg, Hamm, Seelze und Ulm vorgesehen.[6] Für die Maßnahmen waren 3,17 Mrd. DM vorgesehen.[5]

Für Neu- und Ausbaustrecken waren insgesamt 15,5 Milliarden DM vorgesehen. Für den Überhang aus dem Koordinierten Investitionsprogramm waren für die Jahre 1981 bis 1990 Mittel in Höhe von 11,65 Milliarden DM vorgesehen.
Bis Herbst 1981 waren von 560 geplanten Ausbaumaßnahmen im Bereich der Ausbaustrecken rund 180 fertiggestellt und 200 im Bau, der Rest in der Planung. Bis zu diesem Zeitpunkt wurden rund 450 Millionen DM in die Ausbauprojekt investiert. Bis 1985 sollten die meisten Maßnahmen fertiggestellt werden.
Im Rahmen der Stufe II waren darüber hinaus vorgesehen:
- Neubaustrecken zwischen Offenburg und Basel sowie zwischen Köln und Koblenz
- Ausbaustrecken zwischen Lüneburg und Lehrte
- das zweite Teilprogramm der Rahmenplanung Rangierbahnhöfe.

Die dem BVWP 1980 zu Grunde liegenden Prognosen gingen von einer Zunahme des Eisenbahn-Güterverkehrsaufkommens, zwischen dem Bezugsjahr 1970 und dem Jahr 1990, von 22,1 (bei einer Rohölpreissteigerung von 1,5 Prozent real jährlich) bzw. 28,3 Prozent (zehn Prozent jährliche Ölpreissteigerung) aus.